# Phalangarii
Les phalangarii sont les soldats romains d'une unité créée par l'empereur Caracalla selon le modèle de l'antique phalange macédonienne.
Selon Dion Cassius, Caracalla aurait créé une phalange de 15 000 hommes en Macédoine et les aurait fait équiper d'une pique (sarisse ?) et d'une cuirasse de lin. Cette unité et une autre dénommée phalange spartiate sont également mentionnées par Hérodien.
D'après leur pierre tombale[réf. nécessaire], il s'agissait plutôt d'une cohorte de 500 ou 1 000 hommes, et non de 15 000, équipés d'un bouclier ovale, d'une cuirasse à segments (lorica segmentata), d'un glaive et d'une lance ou de pila. Sur une pierre tombale d'Aurelius Alexianus, celui-ci porte un bonnet spartiate[réf. nécessaire] et a une massue (un attribut du dieu Hercule).
L'unité a peut-être été créée par Caracalla, en guerre contre la Perse, pour rappeler les succès d'Alexandre le Grand.
L'empereur Sévère Alexandre a aussi eu une Phalange macédonienne qui s'est illustrée durant sa guerre contre la Perse (231-33).